# Cargo Motion
Cargo Motion s.r.o. je český železniční dopravce se sídlem v Ostravě. Společnost zahájila svou činnost v roce 2018, ale jako železniční dopravce začala působit až v únoru 2019. Kromě Česka společnost působí jako železniční dopravce rovněž na Slovensku (od roku 2019) a v Maďarsku (od roku 2020).

## Činnost firmy
Firma se na počátku své existence soustředila především na přepravy kovového šrotu pro společnost TROJEK, neboť majitel této firmy byl současně vlastníkem majority v Cargo Motion. Na to navázala vozba vápna a vápence, kalamitního dřeva a dalších komodit. V roce 2020 Cargo Motion obnovil provoz na více než 25 let nepoužívané vlečce do někdejšího skladu zeleniny v Polance nad Odrou.
Za rok 2019 společnost vykázala podíl na českém železničním trhu 0,5 % při přepravním výkonu 176 milionů hrubých tunových kilometrů a 187 tisíc vlakových kilometrů. Na počátku roku 2021 už se jednalo o devátého největšího českého nákladního dopravce s podílem na trhu 1,17 % (dle hrtkm).

## Park vozidel
Společnost zahájila svou činnost na počátku roku 2019 pořízením jedné motorové lokomotivy řady 740 a posléze pronájmem dvou stejnosměrných elektrických lokomotiv řad 182 a 183. Park elektrických lokomotiv pak později doplnily stroje pronajaté od ZSSKC řad 183 a 131. První moderní lokomotivou se v září 2019 stal Vectron 193 750, kterého doplnily další stroje téhož typu: 193 749 od ledna 2020 a 193 221 od dubna 2020. Ve všech případech šlo o lokomotivy z poolu ELL.
Na jaře roku 2020 společnost udávála, že provozuje zhruba 300 vlastních nebo pronajatých vozů, šlo především o vysokostěnné vozy.